# Galumnopsis sagitta
Galumnopsis sagitta är en kvalsterart som beskrevs av Balogh 1970. Galumnopsis sagitta ingår i släktet Galumnopsis och familjen Galumnellidae. Inga underarter finns listade i Catalogue of Life.